# Challenger de Knoxville 2023
El torneo Knoxville Challenger 2023 fue un torneo de tenis perteneció al ATP Challenger Tour 2023 en la categoría Challenger 75. Se trata de la 19.ª edición; el torneo tendrá lugar en la ciudad de Knoxville (Estados Unidos), desde el 6 de noviembre hasta el 12 de noviembre de 2023 sobre pista dura bajo techo.

## Jugadores participantes del cuadro de individuales
| Favorito | País                                  | Jugador              | Rank1 | Posición en el torneo |
| -------- | ------------------------------------- | -------------------- | ----- | --------------------- |
| 1        | Bandera de Estados Unidos             | Michael Mmoh         | 101   | Primera ronda         |
| 2        | Bandera de Estados Unidos             | Aleksandar Kovacevic | 109   | Primera ronda         |
| 3        | Bandera de Estados Unidos             | Alex Michelsen       | 112   | CAMPEÓN               |
| 4        | Bandera de Estados Unidos             | Zachary Svajda       | 143   | Cuartos de final      |
| 5        | Bandera de Estados Unidos             | Emilio Nava          | 149   | Semifinales           |
| 6        | Bandera de Francia                    | Titouan Droguet      | 166   | Primera ronda         |
| 7        | Bandera de Australia                  | Adam Walton          | 174   | Baja                  |
| 8        | Bandera de la República Popular China | Shang Juncheng       | 176   | Primera ronda         |

- 1 Se ha tomado en cuenta el ranking del 30 de octubre de 2023.

### Otros participantes
Los siguientes jugadores recibieron una invitación (wild card), por lo tanto ingresan directamente al cuadro principal (WC):
- Nishesh Basavareddy
- Strong Kirchheimer
- Johannus Monday

Los siguientes jugadores ingresan al cuadro principal tras disputar el cuadro clasificatorio (Q):
- Murphy Cassone
- Sebastian Fanselow
- Evgeny Karlovskiy
- Cannon Kingsley
- Thai-Son Kwiatkowski
- Mats Rosenkranz

## Campeones

### Individual Masculino
- Alex Michelsen derrotó en la final a  Denis Kudla, 7–5, 4–6, 6–2

### Dobles Masculino
- Cannon Kingsley /  Luis David Martínez derrotaron en la final a  Mac Kiger /  Mitchell Krueger, 7–6(3), 6–3